# La Roche-des-Arnauds
La Roche-des-Arnauds település Franciaországban, Hautes-Alpes megyében. Lakosainak száma 1675 fő (2022. január 1.). La Roche-des-Arnauds La Freissinouse, Gap, Manteyer, Montmaur, Rabou és Dévoluy községekkel határos.

## Népesség
A település népességének változása:
| Lakosok száma | 607  | 794  | 845  | 1222 | 1466 | 1498 | 1521 | 1528 | 1578 | 1675 |
|               | 1968 | 1982 | 1990 | 2006 | 2013 | 2015 | 2017 | 2019 | 2020 | 2022 |